# محمدآباد شیخ
محمدآباد شیخ، روستایی در دهستان مؤمن‌آباد بخش روداب شهرستان نرماشیر در استان کرمان ایران است.

## جمعیت
بر پایه سرشماری عمومی نفوس و مسکن در سال ۱۳۹۵، جمعیت این روستا برابر با ۱٬۰۳۹ نفر (۳۱۳ خانوار) بوده‌است.